# Улица Маркса (Салават)
Улица Ка́рла Ма́ркса (башк. Карл Маркс урамы) — улица Салавата в центральной части города.

## История
Застройка улицы началась в 1966 году. Улица названа в честь немецкого учёного Карла Маркса.  
Улица застроена в основном кирпичными 4-5 этажными домами.
На улице К. Маркса д. 10а находится пенсионный фонд России.
За ДК Нефтехимик находится дом с магазином «Мясная лавка». На месте этого магазина в 60-90 годах XX века находился книжный магазин «Политическая книга». В магазине был большой выбор трудов классиков марксизма-ленинизма, книги Л.И. Брежнева и материалы съездов КПСС.

## Трасса

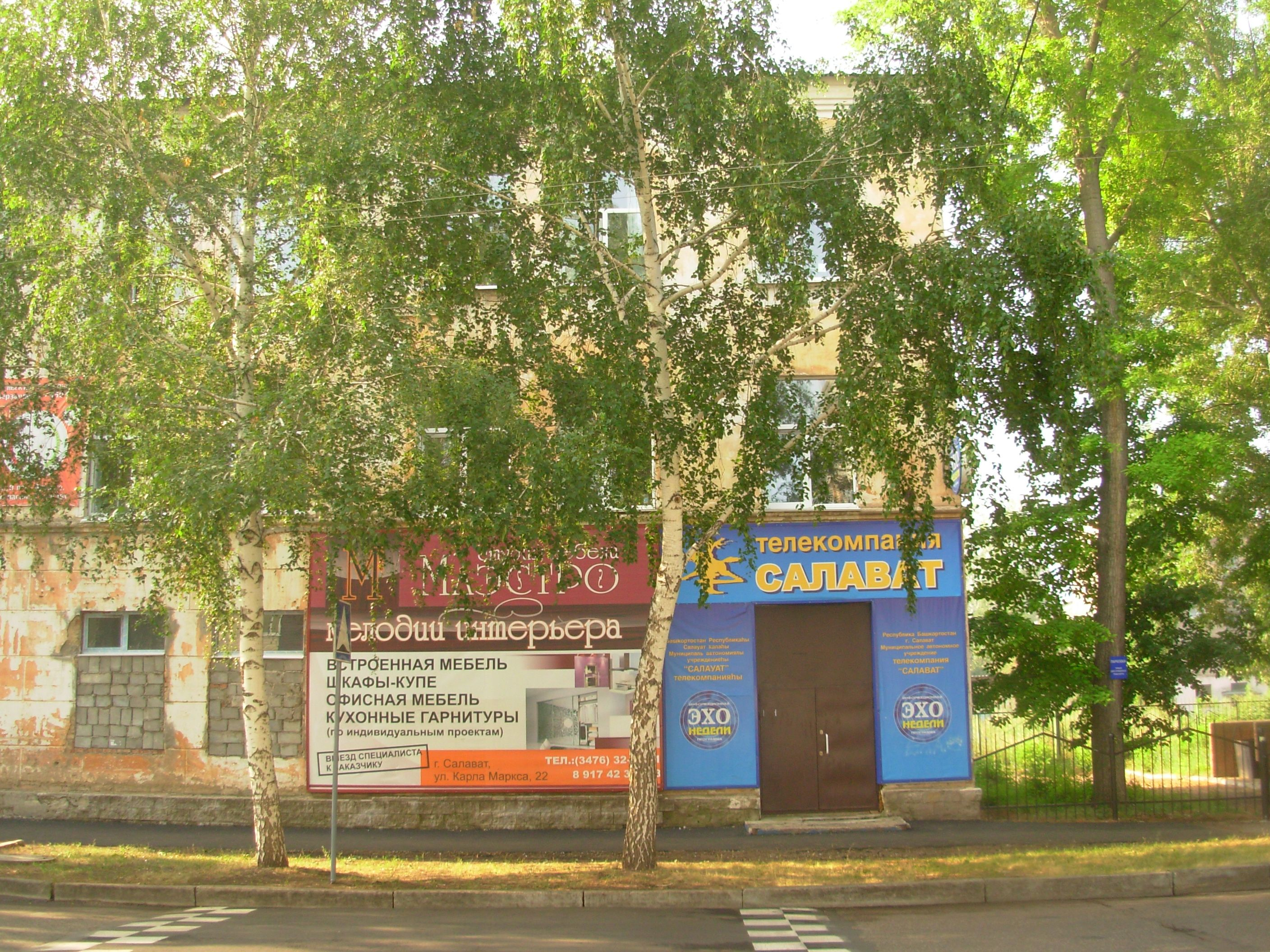
Телекомпания Салават

Улица К.Маркса начинается от улицы Гагарина и заканчивается y улицы Уфимская.

## Транспорт
По улице К.Маркса ходят маршрутные такси и автобусы автоколонны № 1375 и иных коммерческих перевозчиков:
- №35
- №36
- №45
- №46

## Примечательные здания и сооружения
- Дворец культуры «Нефтехимик»
- Школа № 2
- Здание пенсионного фонда
- Здание телекомпании «Салават»